# Seznam senatorjev 15. parlamenta Kraljevine Italije
Seznam senatorjev 15. parlamenta Kraljevine Italije je urejen po letu imenovanja.

## 1882
- Filippo Berardi
- Enrico Castellano
- Tommaso Corsini
- Sansone D'Ancona
- Pietro Delle Favare
- Michele Fazioli
- Germano Germanetti
- Luigi Greco Cassia
- Michele Morini
- Cesare Pastore
- Francesco Paternostro
- Agostino Plutino
- Luigi Ranco
- Antonio Ranieri
- Spirito Riberi
- Gaetano Sangiorgi
- Francesco Sforza Cesarini
- Tommaso Vallauri

## 1883
- Antonio Arcieri
- Francesco Auriti
- Ernesto Balbo Bertone di Sambuy
- Gustavo Bucchia
- Fabio Cannella
- Ignazio Florio
- Gaetano Gravina di Santa Elisabetta
- Carlo Guerrieri Gonzaga
- Antioco Loru
- Angelo Marescotti
- Giovanni Morandini
- Carlo Felice Nicolis di Robilant
- Augusto Pierantoni
- Andrea Podestà
- Leonardo Romanelli
- Casimiro Sperino

## 1884
- Nicola Amore
- Luigi Basile
- Enrico Betti
- Domenico Bonaccorsi di Casalotto
- Adolfo De Foresta
- Antonio Dozzi
- Agostino Farina
- Giuseppe Gerbaix de Sonnaz
- Giovanni Guarini
- Francesco Lanza Spinelli di Scalea
- Leonardo Larussa
- Ottavio Lovera di Maria
- Matteo Luciani
- Adriano Mari
- Angelo Messedaglia
- Costantino Perazzi
- Giuseppe Piroli
- Cesare Rasponi
- Giuseppe Robecchi
- Venceslao Spalletti
- Federico Torre
- Pasquale Villari

## 1885
- Pasquale Valsecchi